# Centro de Estudios en Políticas Públicas
El Centro de Estudios en Políticas Públicas (CEPP) es una fundación de Argentina que estudia y propone políticas públicas en el campo educativo.

## Programas
- Diseño y aplicación de una evaluación de competencias para la vida en Lengua y Matemática. Diseño, aplicación, procesamiento y análisis de resultados de una evaluación de competencias para la vida en Lengua y Matemática que se aplicará en la provincia de San Luis. Se trata de una prueba para evaluar hasta qué punto los alumnos que están cerca de finalizar la escolaridad obligatoria, cuentan con las herramientas cognitivas necesarias para su integración plena en la sociedad y el mercado laboral.
- Red de Escuelas Inteligentes en la Provincia de San Luis. Programa que se realiza en conjunto con la Universidad de la Punta para proponer nuevos incentivos al sistema educativo de la provincia de San Luis, empezando por un grupo de escuelas que crezca en el tiempo. Se trata de aprovechar, tanto la oportunidad que representa la difusión de las TIC, como los anhelos de muchos docentes de fortalecer su formación y ejercer su profesión con mayor autonomía.
- Proyecto de reajuste del currículum de educación básica en Ecuador y la elaboración de estándares de aprendizaje. Programa de asistencia al Ministerio de Educación de Ecuador para la elaboración de un currículum de educación básica, la definición de los prototipos de textos en las cuatro áreas de enseñanza y de los dispositivos administrativos para su adquisición, con la intención de promover la mejora en los aprendizajes de los alumnos y fomentar procesos de mejora escolar continua.
- Evaluación del proyecto Todos los Niños en la Red. Se desarrolla por segundo año consecutivo la evaluación de este programa implementado en la provincia de San Luis. La experiencia se desarrolló en zonas rurales y semirurales del norte, sur y centro de esa provincia, donde se entregaron computadoras especialmente diseñadas para los alumnos de primero a sexto grado de las escuelas primarias de varias localidades.
- Programa Dispositivo participativo de reorganización de la asistencia técnica y supervisión de escuelas. Durante el segundo semestre de 2009 se desarrolló un programa de asistencia al Ministerio de Educación de Chile, consistente en un ejercicio participativo de construcción de un nuevo sistema de apoyo a las escuelas. Dicho dispositivo busca articular, en los tres niveles del sistema, a supervisores, funcionarios regionales y nacionales.
- Programa de asistencia técnico-política al Ministerio de Educación de Chile. Asistencia al Ministerio de Educación de Chile consistente en un relevamiento de información cualitativa y política, y en la formulación de escenarios y recomendaciones respecto de las estrategias políticas y comunicacionales.
- Red de Intercambio de experiencias entre funcionarios educativos de América Latina. Se desarrolla en conjunto con el Banco Mundial una red de intercambio de experiencias entre funcionarios educativos con el objeto de consolidar un ámbito donde se produzca y procese conocimiento para la gestión como bien regional de la política educativa.
- Dispositivo participativo de reorganización de la asistencia técnica y supervisión de escuelas en Chile. Programa diseñado como ejercicio participativo de construcción de un nuevo sistema de apoyo a las escuelas. Se desea que la construcción del programa pueda funcionar, al mismo tiempo, como un ejercicio de autoevaluación de los actores, de discusiones de soluciones e innovaciones, y de actualización y formación para implementarlas.
- Centro de Formación docente y difusión de materiales educativos. Proyecto con la Universidad Nacional de la Matanza para establecer un centro de formación docente que ofrezca, en modalidad presencial o virtual, cursos y seminarios, postítulos de actualización académica y especialización y posgrados y maestrías.
- Reorientación de las actividades de los Centros de Maestros de la SEB. Desde el año 2004 hasta el 2006 se brindó asesoramiento para la Dirección General de Formación Continua de Maestros en Servicio de México.
- Culturas Juveniles y organización de entornos laborales. Trabajo con un grupo de directores de RRHH de grandes compañías sobre cambios en las culturas juveniles y efectos de las mismas sobre la organización del mercado de trabajo.
- Programa Evaluación de Sistemas Educativos. Se ha constituido, en conjunto con la Fundación Konrad Adenauer, un Consorcio Latinoamericano de Evaluación de Sistemas Educativos (CLESE). Este consorcio está integrado por los viceministros de educación de seis países de la región (Brasil, Chile, Colombia, Costa Rica, Argentina y México) y tiene por objeto desarrollar e implementar un método de evaluación de sistemas educativos.
- Diálogo entre secretarios de Hacienda y de Educación. Proyecto para generar ámbitos de intercambio entre responsables de las áreas de Hacienda y de Educación Básica.
- Consultoría y asesoramiento al Subsecretario de Educación Básica y Normal de México. Programa de asistencia desarrollado durante los años 2003-2006.
- Diálogos Regionales de Política Educativa. Coordinación durante tres años de las reuniones de viceministros de educación básica de América Latina.
- Capacitación y actualización del Gabinete educativo mexicano. En conjunto con la Organización de Estados Iberoamericanos (OEI), se desarrolló un programa de formación y actualización del gabinete educativo mexicano (2004).
- Cursos gratuitos de extensión académica.
- Cursos de Capacitación Docente.
- Dispositivo de actualización docente para la editorial Ediba.